# Niamh Charles
Niamh Charles (ur. 21 czerwca 1999 w Wirral) – angielska piłkarka, występująca na pozycji obrończyni w angielskim klubie Chelsea F.C. oraz w reprezentacji Anglii. Uczestniczka Mistrzostw Świata 2023.

## Statystyki

### Klubowe
Na podstawie:
(stan na 27 stycznia 2023)
| Klub           | Sezonów | Liga                 | Liga  | Liga   | Puchar krajowy | Puchar krajowy | Kontynentalne | Kontynentalne | Suma  | Suma   |
| Klub           | Sezonów | Liga                 | Mecze | Bramki | Mecze          | Bramki         | Mecze         | Bramki        | Mecze | Bramki |
| -------------- | ------- | -------------------- | ----- | ------ | -------------- | -------------- | ------------- | ------------- | ----- | ------ |
| Liverpool F.C. | 4       | Women's Super League | 35    | 5      | 5              | 3              | –             | –             | 40    | 8      |
| Chelsea F.C.   | 4       | Women's Super League | 65    | 7      | 25             | 3              | 27            | 1             | 117   | 11     |
|                | Łącznie | Łącznie              | 100   | 12     | 30             | 6              | 27            | 1             | 157   | 19     |

### Reprezentacyjne
Na podstawie:
| Mecze w reprezentacji na Mistrzostwach Świata 2023 | Mecze w reprezentacji na Mistrzostwach Świata 2023 | Mecze w reprezentacji na Mistrzostwach Świata 2023 | Mecze w reprezentacji na Mistrzostwach Świata 2023 | Mecze w reprezentacji na Mistrzostwach Świata 2023 | Mecze w reprezentacji na Mistrzostwach Świata 2023 | Mecze w reprezentacji na Mistrzostwach Świata 2023 | Mecze w reprezentacji na Mistrzostwach Świata 2023 |
| Lp.                                                | Data                                               | Miasto                                             | Przeciwnik                                         | Wynik                                              | Czas                                               | Gole                                               | Inne                                               |
| -------------------------------------------------- | -------------------------------------------------- | -------------------------------------------------- | -------------------------------------------------- | -------------------------------------------------- | -------------------------------------------------- | -------------------------------------------------- | -------------------------------------------------- |
| 1.                                                 | 01.08.2023                                         | Adelaide                                           | Chiny                                              | 6:1 (3:0)                                          | 71'–90'                                            |                                                    |                                                    |
| 2.                                                 | 16.08.2023                                         | Sydney                                             | Australia                                          | 3:1 (1:0)                                          | 90'–90+1'                                          |                                                    |                                                    |

## Najważniejsze sukcesy
Na podstawie:

### Klubowe
- Mistrzyni Anglii 2020/21, 2021/22, 2022/23
- Puchar Anglii 2021/22, 2022/23

### Reprezentacyjne
- Wicemistrzyni świata 2023